# 목포시의 문화유산
목포시의 향토문화유산은 《목포시 문화유산 보호 조례》에 의거 다음 각 호에 해당하는 것을 말한다.
1. 문화재보호법 제2조제1항에 따른 유형으로서 문화재로 지정되지 아니한 것 중 보존·보호·관리할 가치가 있다고 인정되는 유형·무형·기념물·민속자료 등
2. 그 밖에 보존가치가 있을 것으로 기대되는 문화유산 중 시장이 위원회의 심의를 거쳐 보호 및 육성이 필요하다고 인정하는 문화유산

## 지정 목록
| 번호 | 그림 | 명칭                           | 소재지                                    | 소유자 (관리자)     | 지정·해제일자                                                             | 비고 |
| ---- | ---- | ------------------------------ | ----------------------------------------- | ------------------- | ------------------------------------------------------------------------- | ---- |
| 1호  |      | 수군 절도사 신광익 선정비      | 목포시 만호동 1-56                        | 목포시              | 2012년 5월 21일 지정                                                      |      |
| 2호  |      | 만호 방대령 선정비             | 목포시 만호동 1-56                        | 목포시              | 2012년 5월 21일 지정                                                      |      |
| 3호  |      | 유달산 산왕대성전터            | 목포시 죽교동 산 42-2 일원                | 목포시              | 2012년 5월 21일 지정                                                      |      |
| 4호  |      | 온금동 큰샘과 비군             | 목포시 온금동 209                         | 목포시              | 2012년 5월 21일 지정                                                      |      |
| 5호  |      | 총순 구종명 영세 불망비        | 목포시 죽동 96-2                          | 초원빌라 주민       | 2012년 5월 21일 지정                                                      |      |
| 6호  |      | 고하도 조선 육지면발상지비     | 목포시 달동 780                           | 김현기              | 2012년 5월 21일 지정                                                      |      |
| 7호  |      | 유달산 마애불                  | 목포시 죽교동 산 42-2 일원                | 목포시              | 2012년 5월 21일 지정                                                      |      |
| 8호  |      | 보광사 석조석가여래좌상과 짓샘 | 목포시 죽교동 280                         | 목포시              | 2012년 5월 21일 지정                                                      |      |
| 9호  |      | 유달산 미륵불 암각             | 목포시 죽교동 317-3                       | 목포시              | 2012년 5월 21일 지정                                                      |      |
| 10호 |      | 경상도우회기념회장 암각        | 목포시 온금동 산 12-1                     | 목포시              | 2012년 5월 21일 지정                                                      |      |
| 11호 |      | 이로면 임성시장 기념비         | 목포시 석현동 1176                        | 목포시              | 2012년 5월 21일 지정                                                      |      |
| 12호 |      | 목포북교초등학교 오층석탑      | 목포시 북교동 1                           | 목포북교초등학교    | 2012년 5월 21일 지정                                                      |      |
| 13호 |      | 목포북교초등학교 느티나무      | 목포시 북교동 1                           | 목표북교초등학교    | 2012년 5월 21일 지정                                                      |      |
| 14호 |      | 목포 도룡지석묘군              | 목포시 석현동 896번지 일원                | 지삼례              | 2012년 5월 21일 지정                                                      |      |
| 15호 |      | 목포 석현지석묘군 Ⅱ            | 목포시 석현동 430번지 일원                | 김영태              | 2012년 5월 21일 지정                                                      |      |
| 16호 |      | 옥암동 초당산 고분             | 목포시 옥암동 219 일원                    | 오승희              | 2012년 5월 21일 지정                                                      |      |
| 19호 |      | 공생원 사무실                  | 목포시 죽교동 470-1                       | 목포공생원          | 2012년 5월 21일 지정                                                      |      |
| 20호 |      | 정광정혜원                     | 목포시 죽동 226-1                         |                     | 2012년 5월 21일 지정, 2017년 10월 23일 해제, 등록문화재 제696호로 승격    |      |
| 21호 |      | 약사사                         | 목포시 만호동 1-19                        | 약사사              | 2012년 5월 21일 지정                                                      |      |
| 22호 |      | 천주교 경동성당                | 목포시 경동2가 2-1                        | 경동성당            | 2012년 5월 21일 지정, 2019년 12월 9일 해제, 국가등록문화재 제764호로 승격 |      |
| 23호 |      | 심복주 가옥                    | 목포시 북교동 131-1                       | 이영애              | 2013년 7월 8일 지정                                                       |      |
| 24호 |      | 구 춘화당 한약방               | 목포시 죽동 49-2                          | ㈜유진투자          | 2013년 7월 8일 지정                                                       |      |
| 25호 |      | 석장 손양동                    | 목포시 석현동 569-5                       | 손양동              | 2013년 7월 8일 지정                                                       |      |
| 26호 |      | 구 무안군청 서고               | 청명의료재단                              | 목포시 북교동 178-1 | 2014년 3월 26일 지정                                                      |      |
| 27호 |      | 목포의 눈물 노래비             | 목포시 죽교동 산 44                       | 목포시              | 2016년 7월 28일 지정                                                      |      |
| 28호 |      | 마인계터 골목길                | 목포시 죽동 255, 217, 46                  | 목포시              | 2016년 7월 28일 지정                                                      |      |
| 29호 |      | 보리마당 골목길                | 목포시 서산동 13-29 ~ 금화동 12-65        | 목포시              | 2016년 7월 28일 지정                                                      |      |
| 30호 |      | 77계단과 송도골목길            | 목포시 광동 1가 1, 동명동 226, 동명동 169 | 목포시              | 2016년 7월 28일 지정                                                      |      |

## 참고 문헌
- 목포시 홈페이지 - 고시/공고